# Nick Drake (écrivain)
Pour les articles homonymes, voir Drake et Nick Drake (homonymie).
Nick Drake est un écrivain et poète de nationalité britannique né en 1961.
Il étudie à université de Cambridge. Il travaille ensuite pour la BBC (écriture de scénarios de téléfilms et films). Il publie des revues de poésie.
Il travaille à l’édition de la correspondance de Robert Graves en Espagne. Il a adapté au théâtre la pièce Peribanez de Lope de Vega.

## Publications
Son premier roman, Néfertiti la parfaite, est un roman qui lie histoire de l'Égypte et enquête se déroulant à l'époque du pharaon Akhénaton, dans lequel sa femme, Néfertiti, disparaît quelques jours avant l'inauguration de la nouvelle capitale, Akhetaton, qu'il vient de créer. Un jeune enquêteur recruté à Thèbes est chargé de l'enquête.